# 맬리벌레도마뱀
맬리벌레도마뱀(Aprasia aurita)는 맬리 웜리자드(mallee worm-lizard), 이어드 웜리자드(eared worm-lizard)라고도 불리며, 호주에 고유한 뱀붙이도마뱀류의 일종이고 연방위기종보호법(Commonwealth's Endangered Species Protection Act)에 따라 Schedule 1에, 빅토리아주동식물상보장법(Victorian Flora and Fauna Guarantee Act)에 따라 Schedule 2에 "위기종"으로 등재되어있다 맬리벌레는 예전에는 빅토리아주 북서부의 우멜랑(:en:Woomelang, Victoria), 우이엔(:en:Ouyen, Victoria) 지역에 서식했지만, 오늘날에는 사람의 토지 남용으로 인해 빅토리아 북서부 와더스테이트야생공원(Wathe State Wildlife Reserve)의 4km에 달하는 영역에 주로 서식한다. 사우스오스트레일리아주의 코블러천위락공원(:en:Cobbler Creek Recreation Park), 리마커블산국립공원(:en:Mount Remarkable National Park)에서도 발견된다. 덤불지대와 넓게 펼쳐진 황야에 서식하며, 주로 최소 40년 이상 불탄 적이 없는 맬리 수목지대와 덤불지대(:en:Mallee Woodlands and Shrublands) 등의 초목지대, 썩어가는 줄기 밑의 은신처, 잎더미, 뿌리에 서식한다.